# Distretto di Winterthur
Il distretto di Winterthur è un distretto del Canton Zurigo, in Svizzera. Confina con i distretti di Pfäffikon a sud, di Bülach a ovest e di Andelfingen a nord e con il Canton Turgovia (distretti di Frauenfeld e di Münchwilen) a est. Il capoluogo è Winterthur.

## Comuni
Amministrativamente è diviso in 19 comuni:
- Altikon
- Brütten
- Dägerlen
- Dättlikon
- Dinhard
- Elgg
- Ellikon an der Thur
- Elsau
- Hagenbuch
- Hettlingen
- Neftenbach
- Pfungen
- Rickenbach
- Schlatt
- Seuzach
- Turbenthal
- Wiesendangen
- Winterthur
- Zell

### Fusioni
- 1922: Elsau, Schottikon → Elsau
- 1922: Oberwinterthur, Seen, Töss, Veltheim, Winterthur, Wülflingen → Winterthur
- 1928: Hagenbuch, Schneit → Hagenbuch
- 2014: Bertschikon, Wiesendangen → Wiesendangen
- 2018: Elgg, Hofstetten → Elgg